# スコットランドの衣類
『スコットランドの衣類』（スコットランドのいるい、原題：Vestiarium Scoticum: from the Manuscript formerly in the Library of the Scots College at Douay. With an Introduction and Notes, by John Sobieski Stuart、スコットランドの衣類　ドゥエーのスコットランド修道院の図書の写本から、ジョン・ソビエスキ・スチュアートによる紹介とノートと共に）は、エディンバラのウィリアム・テイトにより1842年に限定版として出版された書籍である。ジョン・テルファー・ダンバーは彼の「スコットランド高地のドレスの歴史」というセミナー講演の中で「これまでに書かれたなかで最も論争を巻き起こした衣類の本」と言及している。
この本そのものはスコットランドの氏族のクラン・タータンを描いた古い写本の、カラーイラスト付きの、再出版であるとされた。
出版されて間もなく、この本は偽造品であると非難され、出版者でボニー・プリンス・チャーリーの孫であると主張したスチュアート兄弟は詐欺師だと非難された。今日、兄弟についても、また「スコットランドの衣類」についても彼らが主張していたようなものではないと広く認められている。
しかし、この本のスコットランドのタータンの歴史における役割は非常に大きく、多くのデザイン・パターンが「公式の」タータンとなっている。

## 背景
『衣類』の1842年版は、1820年代後半から書き始められた。スコットランドのモレーに住んでいたソビエスキ・スチュアート兄弟は、タータンのパターンを含んだ記録の写しを作り、彼らの主人トーマス・ディック・ローダー卿（en）に見せた。しかし、この写本は、後に出版された『衣類』の元本であると主張されたものではなかった。
1842年版の序文で説明されているように、トーマス卿が見せられた（今日クロマーティ写本として知られる）写しは1721年と最初のページに記載されタイトルは『Liber Vestiarium Scotia（スコットランドの衣類の本）』であり、クロマーティのジョン・ロスなる人物が所有していたもので、初期の写本の劣化した写しであるとされた。
この序文において、1842年版は、1571年（またはそれ以前）に書かれ、その当時はロス司教ジョン・レスリー（en）が所有していたオリジナルの写本（今日ドゥエー写本として知られる）に基づいていると主張している。このドゥエー写本はこの序文の著者によって「最古で最も完全な」『衣類』の写本であるとされている。一度はロス司教が所有し、その後、ドゥエーのスコッツ・カレッジの所有となった。そこから、1750年代初頭にスコッツ・カレッジを訪れた際にボニー・プリンス・チャーリーがこの写本を手に入れて所有していたと考えられていた。

## ローダーとスコットの書簡
トーマス卿はこの本を見てすぐに、ウォルター・スコットにこの本について手紙を書いた（手紙の日付は1829年6月1日）。この手紙において、トーマス・ローダー卿はこの本を高く評価しており、クリュニー・マクファーソンやマクロードなどの氏族長がそこから「まさしく本物の」タータンがわかると言っている、と書いている。ローダーは詳細にこの写本について記述しており、その本に掲載されているタータン全て（約66柄）の図柄と色が分かるとし、そのうちのいくつかをウォルター・スコットに送っている。タータンの生地に加えて、この本は女性用の格子柄（arisaids）およびタイツとトルーズ（ズボン）に関する別表がついていた。最後に、ローダーは兄弟にこの本の出版を急がせ、費用と手段について尋ねている。出版の計画が決められ、タータンの色とパターンの生地見本が載せられることになった。
1829年6月5日の返信で、スコットはソビエスキ兄弟と写本についての疑念を述べており、同時に古物の鑑定人に調査してもらうため、写本の写しを送るように求めている。特に、低地の人びとがタータンや格子柄を身につけていたという主張に異論を唱えており、レスリー司教がその写本の原本を一時所有していたといわれているものの、どのレスリー司教の文書の中にも書かれていないことなど、裏付ける証拠がないことに疑問を呈している。また、兄弟の出自の信ぴょう性についても疑問視している。また、その題「Vestiarium Scotia」が「間違ったラテン語」であるともしている。
1829年7月20日、トーマス卿は、ウォルター卿に返信を書いた。この返信の中で、トーマス卿は、かつて兄弟の父親がロンドンで所有しており自身が見せられた1721年の写本のもととなった1571年の（と伝えられる）原本について述べている。トーマス卿は兄弟の性格、信ぴょう性、および社会的評価についても述べており、「兄弟の過剰な理想主義（Quixotism）は、世の中の古物研究に関する事柄を語るには非常に不幸な個性である…」と認めている。それでもなお、トーマス卿はこの写本の信ぴょう性について信じていることを再び主張しており、「間違ったラテン語」についての議論やおよび低地地方におけるタータンの使用についての推測も述べている。
1829年11月19日のスコット卿からローダー卿への最後の書簡において、スコット卿は再びこの本の信ぴょう性について否定しており、低地地方の人びとがクラン・タータンを着用していたという見解も否定している。スコット卿はクラン・タータンに関する見解について完全に否定しており、「タータンによって氏族を区別するというのは現代の流行でしかない…」としている。

## 『スコットランドの衣類』の出版
『スコットランドの衣類』は最終的に1842年出版された。その概要は以下のようである。
- 序文、写本の由来が、推定される作者および制作年代とともに書かれている
- クラン（氏族）一覧
- 序論
- 本文（テキスト）
- タータンの模様と色、クランおよび家系とタータンの一覧が示されている
- カラー図版 - 前章で述べられたクランおよび家系のタータンのカラー図版75枚

## タータン
この本に示されているタータンは2つのセクションに分けられていた。最初に「高地（ハイランド）氏族」が、それにつづいて「低地の一族およびボーダー氏族」が示されている。下表には、この本で示されているスペリングの氏族名（括弧内）と、それに続いてスコットランド・タータン協会ナンバー（TS#）および現在の織り目数が示されている。これらは公式なクラン・タータンではないかもしれないことに注意を要する。例えば、キャンベル氏族のタータンとして示されているものは、「アーガイルのキャンベル」（Campbell of Argyll）として知られているが、これは6代アーガイル公爵のみが着用したものである。基準的なキャンベルのタータンはブラック・ウォッチ（en）・タータンである。

### 高地（ハイランド）氏族（Hieland clannes）
| 図版 # | 氏族/タータン名                                       | 図版 | 図版による現在の織り目数                               | テキスト中のタータン | テキストによる現在の織り目数                                                                | スコットランド・タータン協会 # |
| ------ | ----------------------------------------------------- | ---- | ------------------------------------------------------ | -------------------- | ------------------------------------------------------------------------------------------- | ------------------------------ |
| 1      | スチュワート氏族 （The Clan Stewart）                 |      | G4 R60 B8 R8 Bk12 Y2 Bk2 W2 Bk2 G20 R8 Bk2 R2 W2       |                      | 図版と同じ                                                                                  |                                |
| 2      | ロスシー公 （Prince of Rothesay）                     |      | W4 R64 G4 R6 G4 R8 G32 R8 G32 R8 G4 R6 G4 R64 W2 R2 W4 | 不明                 | 不明（テキストから織り目数を正確に知ることができない）                                      | TS1533                         |
| 3      | スチュワート氏族 （clanne Stewart）                   |      | R6 W56 Bk6 W6 Bk6 W6 g26 R16 Bk2 R2 W2                 |                      | 図版と同じ                                                                                  |                                |
| 4      | マクドナルド氏族 （MakDonnald of ye Ylis）            |      | R6 B20 Bk24 G6 Bk2 G2 Bk2 G60 W8                       | 不明                 | 不明（細い黒線が青い部分に見られるが、テキスト中ではそれらが緑の部分にある）                | TS1366                         |
| 5      | レイナルド氏族 （clan Raynald）                       |      | B10 R4 B30 R4 Bk16 G52 R6 G2 R4 G6 W6                  |                      | 図版と同じ                                                                                  |                                |
| 6      | マクレガー氏族 （Clann Gregour）                      |      | R128 G36 R10 G16 W4                                    |                      | 図版と同じ                                                                                  | TS866                          |
| 8      | マクダフ氏族 （Clan Makduffe）                        |      | R6 G32 B12 Bk12 R48 Bk4 R8                             |                      | 図版と同じ                                                                                  | TS1453                         |
| 9      | マクファーソン氏族 （Makanphersonis）                 |      | W6 R2 W60 Bk30 W6 Bk18 Y2                              |                      | 図版と同じ                                                                                  |                                |
| 10     | グラント氏族 （Clann Grant, or clann Grauntacke）     |      | R8 B4 R4 b4 R112 B32 R8 G2 R8 G72 R6 G2 R8             |                      | 図版と同じ                                                                                  |                                |
| 11     | マンロー氏族 （Monrois）                              |      | Bk36 R8 Bk36 R64 W6                                    |                      | 図版と同じ                                                                                  |                                |
| 12     | マクラウド氏族 （Clann-Lewid）                        |      | Bk16 Y2 Bk16 Y24 R2                                    |                      | 図版と同じ                                                                                  | TS1272                         |
| 13     | キャンベル氏族 （Clan Campbell）                      |      | B132 Bk2 B2 Bk2 B6 Bk24 G52 W/Y6 G52 Bk24 B42 Bk2 B8   |                      | 図版と同じ                                                                                  |                                |
| 14     | サザーランド氏族 （Svtherlande）                      |      | G12 W4 G48 Bk24 B6 Bk4 B4 Bk4 B24 R2 B2 R6             |                      | 図版と同じ                                                                                  |                                |
| 15     | キャメロン氏族 （Clanchamron）                        |      | R8 G24 R8 G24 R64 Y4                                   |                      | 図版と同じ                                                                                  |                                |
| 16     | マクニール氏族 （Clanneil）                           |      | B12 R2 B40 G12 B12 G48 Bk2 G4 W8                       |                      | 図版と同じ                                                                                  |                                |
| 17     | マクファーレン氏族 （Mackfarlan）                     |      | Bk54 W48 Bk8W48                                        |                      | 図版と同じ                                                                                  |                                |
| 18     | マクラクラン氏族 （Clanlavchlan）                     |      | Bk12 Y4 Bk42 Y4 Bk12 Y48 Bk4 Y12                       |                      | 図版と同じ                                                                                  |                                |
| 19     | マクリーン氏族 （Clan-gillean）                       |      | G12 Bk20 W4 Bk20 G6 Bk8 G60 Bk4                        |                      | 図版と同じ                                                                                  |                                |
| 20     | マッケンジー氏族 （Clankenjie                         |      | B56 Bk6 B6 Bk6 B6 Bk20 G54 W/R6 G54 Bk20 B56 Bk2 B12   |                      | 図版と同じ                                                                                  |                                |
| 21     | フレイザー氏族 （Fryjjelis in ye Ayrd）               |      | R4 B12 R4 G12 R24 W4                                   |                      | 図版と同じ                                                                                  |                                |
| 22     | メンジーズ氏族 （Menghes）                            |      | W4 R40 Cr2 R2 Cr2 R6 Cr10 W48 R6 W4 R2 W8              |                      | 図版と同じ                                                                                  |                                |
| 23     | チザム氏族 （Chyssal）                                |      | R2 G28 Bk2 G4 Bk2 G4 B14 R56 W2 R12                    |                      | 図版と同じ                                                                                  |                                |
| 24     | ブキャナン氏族 （Buchananis）                         |      | Bk2 W18 Cr8 W4 Cr8 W4                                  |                      | 図版と同じ                                                                                  |                                |
| 25     | ラモント氏族 （Clan Lawmond）                         |      | B50 Bk2 B2 Bk2 B4 Bk28 G60 W8 G60 Bk28 B32 Bk2 B6      |                      | 図版と同じ                                                                                  |                                |
| 26     | ローンのマクドゥーガル氏族 （Clann Dowgall of Lorne） |      | R8 G18 Bk12 Cr16 R10 G4 R4 G4 R52 G2 R6                |                      | P8 G16 B12 P16 R12 G4 R4 G4 R48 G2 R6（図の色はテキスト中に挙げられている色と異なっている） |                                |
| 27     | マッキンタイア氏族 （Makyntryris）                    |      | G10 B26 R6 B26 G64 W10                                 |                      | 図版と同じ                                                                                  |                                |
| 28     | ロバートソン氏族 （Clandonoquhay）                    |      | G2 R68 B16 R4 G40 R4                                   |                      | 図版と同じ                                                                                  | TS889                          |
| 29     | マクナブ氏族 （Maknabbis）                            |      | G14 R4 Cr4 G8 Cr4 R24 Bk2                              |                      | 図版と同じ                                                                                  |                                |
| 30     | マッキノン氏族 （Clannkynnon）                        |      | Bk2 R36 G24 R4 G24 R36 W2                              |                      | 図版と同じ                                                                                  |                                |
| 31     | マッキントッシュ氏族 （Makyntosche）                  |      | R6 G32 Bk24 R56 W4 R10                                 |                      | 図版と同じ                                                                                  |                                |
| 32     | ファーカーソン氏族 （Clanhiunla, or Farquharsonnes）  |      | B56 Bk6 b6 Bk6 B6 G54 R/Y6 G54 Bk20 B56 Bk2 B12        |                      | 図版と同じ                                                                                  |                                |
| 33     | ガン氏族 （Clanngvn）                                 |      | G4 Bk32 G4 Bk32 G60 R4                                 |                      | 図版と同じ                                                                                  |                                |
| 34     | マッカーサー氏族 （Clan-mak-Arthovr）                 |      | Bk64 G12 Bk24 G60 Y6                                   |                      | 図版と同じ                                                                                  |                                |
| 35     | モーガン氏族 （Clanmorgan）                           |      | B8 Bk24 B8 Bk24 B64 R4                                 |                      | 図版と同じ                                                                                  |                                |
| 36     | マックイーン氏族 （Makqwhenis）                       |      | Bk4 R14 Bk4 R14 Bk28 Y2                                |                      | 図版と同じ                                                                                  | TS1209                         |

### 低地（ローランド）氏族（Low country pairtes）
| 図版 # | 氏族/タータン名                   | 図版 | 図版による現在の織り目数                           | テキスト中のタータン | テキストによる現在の織り目数                                                      | スコットランド・タータン協会 # |
| ------ | --------------------------------- | ---- | -------------------------------------------------- | -------------------- | --------------------------------------------------------------------------------- | ------------------------------ |
| 37     | ブルース氏族 （Bruiss）           |      | W8 R56 G14 R12 G38 R10 G38 R12 G14 R56 Y8          |                      | 図版と同じ                                                                        | TS1848                         |
| 38     | ダグラス氏族 （Dowglass）         |      | Bk30 Gy2 Bk2 Gy2 Bk14 Gy28 Bk2 Gy4                 |                      | 図版と同じ                                                                        | TS1127                         |
| 39     | クロフォード氏族 （Crawfovrd）    |      | R6 g24 R6 G24 R60 W4                               |                      | Cr12 W4 Cr60 G24 Cr6 G24 Cr6（図版では緋色であるが、テキストでは深紅色）          | TS1515                         |
| 40     | ルスヴェン氏族 （Ruthwen）        |      | R4 G2 R58 B36 G30 W6                               | 不明                 | 不明（図版で見られる白線がない）                                                  | TS705                          |
| 41     | モンゴメリー氏族 （Montegomerye） |      | B18 G6 B18 G68                                     |                      | 図版と同じ                                                                        |                                |
| 42     | ハミルトン氏族 （Hamyltowne）     |      | B10 R2 B10 R16 W2                                  | 不明                 | 不明（テキストでは1本以上の白線が指示されている）                                 | TS270                          |
| 43     | ウィームズ氏族 （Wymmis）         |      | R8 Bk24 W2 Bk24 R8 Bk8 R52 G2 R10                  |                      | 図版と同じ                                                                        | TS1512                         |
| 44     | カミン氏族 （Cymyne）             |      | Bk4 R54 G8 R4 G8 R8 G18 W2 G18 R8                  |                      | 図版と同じ                                                                        | TS1158                         |
| 45     | シンクレア氏族 （Seyntcler）      |      | G4 R2 G60 Bk32 W2 B32 R4                           |                      | 図版と同じ                                                                        |                                |
| 46     | ダンバー氏族 （Dvnbarr）          |      | R8 Bk2 R56 Bk16 G44 R12                            |                      | 図版と同じ                                                                        |                                |
| 47     | レスリー氏族 （Leslye）           |      | Bk2 R64 B32 R8 Bk12 Y2 Bk12 R8                     |                      | 図版と同じ                                                                        |                                |
| 48     | ローダー氏族 （Lavdere）          |      | G6 B16 G6 Bk8 G30 R4                               |                      | 図版と同じ                                                                        |                                |
| 49     | カニンガム氏族 （Connyngham）     |      | Bk8 R2 Bk60 R56 B2 R2 W8                           |                      | 図版と同じ                                                                        |                                |
| 50     | リンゼイ氏族 （Lyndeseye）        |      | G50 B4 G4 B4 G4 b20 R60 B4 R6                      |                      | Cr6 B4 Cr48 B16 G4 B4 G4 B4 G40（テキストでは深紅色の部分が、図版では緋色）       |                                |
| 51     | ヘイ氏族 （Haye）                 |      | R12 G8 Y4 G72 R4 G4 R4 G24 R96 G8 R4 G2 R4 W2      |                      | 図版と同じ                                                                        |                                |
| 52     | ダンダス氏族 （Dundass）          |      | Bk4 G4 R2 G48 Bk24 B32 Bk8                         |                      | 図版と同じ                                                                        |                                |
| 53     | オギルヴィ氏族 （Ogyluye）        |      | B58 Y2 B4 Bk32 G52 Bk2 G4 R6                       | 不明                 | 不明（恐らく黄色い線が黒い線の隣にある）                                          |                                |
| 54     | オリファント氏族 （Olyfavnt）     |      | B8 Bk8 B48 G64 W2 G4                               |                      | 図版と同じ                                                                        |                                |
| 55     | シートン氏族 （Setown）           |      | G10 W2 G24 R10 B8 R4 Bk8 R64 G2 R4                 |                      | 図版と同じ                                                                        |                                |
| 56     | ラムゼイ氏族 （Ramsey）           |      | Bk8 W4 Bk56 R60 Bk2 R6                             |                      | R6 Cr2 R60 Bk56 W4 Bk8（テキスト中の2本の深紅色の線が図版では黒線で示されている） |                                |
| 57     | アースキン氏族 （Bruiss）         |      | G14 R2 G52 R60 G2 R10                              |                      | 図版と同じ                                                                        |                                |
| 58     | ウォレス氏族 （Wallas）           |      | Bk4 R64 Bk60 Y8                                    |                      | 図版と同じ                                                                        |                                |
| 59     | ブロディ氏族 （Brodye）           |      | Bk10 R60 Bk28 Y2 Bk28 R10                          |                      | 図版と同じ                                                                        |                                |
| 60     | バークレー氏族 （Barclay）        |      | G4 B64 G64 R4                                      |                      | 図版と同じ                                                                        |                                |
| 61     | マレー氏族 （Murrawe）            |      | B56 Bk6 B6 Bk6 B6 Bk20 G54 R6 g54 Bk20 B56 Bk2 B12 |                      | 図版と同じ                                                                        |                                |
| 62     | アーカート氏族 （Urqwhart）       |      | B4 W2 B24 Bk4 B4 Bk4 B8 Bk24 G52 Bk4 G4 R2         |                      | 図版と同じ                                                                        |                                |
| 63     | ローズ氏族 （Rose）               |      | G4 R48 B10 R8 B2 R4 B2 R24 W4                      |                      | G8 R64 P18 Cr12 P4 Cr6 P4 Cr24 W6（図版では赤と紫がはっきりと表されていない）     |                                |
| 64     | コフーン氏族 （Colqwohovne）      |      | B8 Bk4 B40 W2 Bk18 G58 R8                          |                      | 図版と同じ                                                                        |                                |
| 65     | ドラモンド氏族 （Drymmond）       |      | G4 R2 g2 R56 G16 Bk2 G2 Bk2 G36 R2 G2 R8           |                      | 図版と同じ                                                                        |                                |
| 66     | フォーブス氏族 （Forbas）         |      | R4 G64 Bk36 G10 Bk16 Y4                            |                      | 図版と同じ                                                                        |                                |

### ボーダー氏族（Bordovr clannes）
| 図版 # | 氏族/タータン名                    | 図版 | 図版による現在の織り目数                                      | テキスト中のタータン | テキストによる現在の織り目数 | スコットランド・タータン協会 # |
| ------ | ---------------------------------- | ---- | ------------------------------------------------------------- | -------------------- | ---------------------------- | ------------------------------ |
| 67     | スコット氏族 （Scott）             |      | G8 R6 Bk2 R56 G28 R8 G8 W6 G8 R8                              |                      | 図版と同じ                   | TS793                          |
| 68     | アームストロング氏族 （Armstrang） |      | G4 Bk2 G58 Bk24 B4 Bk2 B2 Bk2 B26 R6                          |                      | 図版と同じ                   | TS793                          |
| 69     | ゴードン氏族 （Gordovn）           |      | B60 Bk2 B2 Bk2 B8 Bk28 G52 Y2 G2 Y4 G2 Y2 G52 Bk28 B40 Bk2 B8 |                      | 図版と同じ                   | TS215                          |
| 70     | クランスタウン氏族 （Cranstoun）   |      | Dg28 B2 Dg2 B2 Dg6 B12 Lg24 R4                                |                      | 図版と同じ                   | TS706                          |
| 71     | グラハム氏族 （Graeme）            |      | G24 Bk8 G2 Bk8                                                |                      | 図版と同じ                   | TS786                          |
| 72     | マクスウェル氏族 （Maxswel）       |      | R6 G2 R56 Bk12 R8 G32 R6                                      |                      | 図版と同じ                   | TS1500                         |
| 73     | ホーム氏族 （Home）                |      | B6 G4 B60 Bk20 R2 Bk4 R2 Bk70                                 |                      | 図版と同じ                   | TS127                          |
| 74     | ジョンストン氏族 （Johnstoun）     |      | Bk4 B4 Bk4 B48 G60 Bk2 G4 Y6                                  |                      | 図版と同じ                   | TS1063                         |
| 75     | カー氏族 （Kerr）                  |      | G40 Bk2 G4 Bk2 G6 Bk28 R56 K2 R4 K8                           |                      | 図版と同じ                   | TS791                          |

## 『クォータリー・レヴュー』
1847年6月、『クォータリー・レヴュー』に『Vestiarium Scoticum』のかなり批判的な批評が掲載された。もともとは匿名で掲載されたが、現在ではその著者はグラスゴー大学のジョージ・スケーン教授とハイランド協会のゲール語辞典の編者マッカイ博士であったと分かっている。
その記事はジョン・ソビエスキとチャールズ・エドワード・スチュアートによる『The Tales of the Century』という本の出版が原因であった。その内容は、事実に基づかない表現ではあるものの、若僭王プリンス・チャールズ・エドワードの直系の子孫であるという著者の主張を述べている。この『クォータリー・レヴュー』の記事は、名目上はこの主張に対する反応であるが、実際には主に『Vestiarium Scoticum』の信ぴょう性の調査からなっていた。
1848年、ジョン・ソビエスキ・スチュアートは自身の『The Genuineness of the Vestiarium Scoticum（Vestiarium Scoticumの信ぴょう性）』という論文の中で、『クォータリー・レヴュー』の記事に反論している。この中で、スチュアートは1721年版の調査を提案している。スケーンはかつてロス司教が所有していたといわれるその原本が公表される希望を述べた。最終的に、その時に1721年版を調査した人物の記録は残っておらず、ソビエスキ・スチュアート兄弟以外ロス写本版を見たものはいない。
1895年、グラソー・ヘラルドは、アンドリュー・ロスによる『「Vestiarium Scoticum」は捏造か？』という題の記事を出版した。ロスは1721年版は探すことができたが、それ以前の写本は見つけられなかった。ロスは1721年版について詳細な記述をしており、化学者スティーブンソン・マカダムにより化学的調査が行われた。マカダムは「この資料は題にあるよりもより年代を経ている様に見せるために化学薬品が用いられた痕跡がある」と報告した。そして、「この写本を古い時代の資料とすることはできない」と結論付けた。
この1721年の写本は、調査のため化学会社の取締役ロバート・アーバイン氏にも提出されたが、「これが書かれた年代を示す正確な結論に達するのは不可能」である、と報告している。
以前に、『The Tales of the Century』の第二版の出版の話があったが（初版は、数十部しか出版されなかった）、実現しなかった。